# Nador
Nador (en árabe: الناظور‎, en lenguas bereberes: ⵏⴰⴹⵓⵕ) es una ciudad bereber del Rif, Marruecos, capital de la provincia homónima, situada a 15 kilómetros aproximadamente al sur de la ciudad española de Melilla y a 165 kilómetros de Alhucemas, en el norte del país. En 2014 tenía cerca de 161 726 habitantes. La ciudad cuenta con un aeropuerto internacional. Se encuentra a orillas de la Mar Chica, laguna litoral única en el Mediterráneo marroquí.
En Nador la mayoría de la población tiene el rifeño como lengua materna y el árabe es una lengua minoritaria. Actualmente el uso del castellano está en aumento debido a la población de Melilla que visita Nador habitualmente, y viceversa.

## Historia
A pesar de haber sido un sitio habitado desde tiempos remotos, la actual Nador fue fundada por los españoles en 1908 para comenzar la explotación de los yacimientos mineros de Uixán (Compañía Española de Minas del Rif S.A.). Esta actividad minera trajo consigo un aumento notable de población, y en la década de 1920 las autoridades del Protectorado español en Marruecos planificaron la ciudad con calles espaciosas y un diseño ortogonal.
En 1934 el Gobierno español hizo de Nador la capital de la provincia de Quert, que iba desde el río Muluya (antigua frontera oriental con el entonces protectorado francés de Marruecos) hasta el río Nekor al oeste, la más grande de las cinco provincias que constituían el Protectorado, y por este motivo se realizó un gran edificio para albergar a la administración española, que actualmente es la sede del Ayuntamiento. Poco a poco Nador se convirtió en la ciudad más importante de la provincia. Contaba con estación de autobuses, estación de ferrocarril, una base de hidroaviones, aeropuerto, cine, campo de fútbol, hospital, escuelas y bastantes edificios administrativos. El trazado de la antigua ciudad con sus grandes bulevares y sus casas andaluzas todavía se intuye en la geografía urbana de Nador.
Nador empezó a poblarse de civiles españoles en 1909. Los primeros civiles españoles que llegaron en esa fecha venían de Orán, en Argelia, que a su vez habían llegado de Almería. Nador se pobló de personas casi todas venidas de Andalucía y Murcia, todo gracias a las prospecciones de las minas de Uixán y Setolazar. Vinieron pescadores y sus familias para pescar en aguas de la Mar Chica; también agricultores y jornaleros de todas clases. La convivencia entre todos hizo de este poblado uno de los mejores de aquella época, una convivencia entre españoles y rifeños muy buena hasta la década de 1960, cuando los españoles comenzaron a regresar a España debido a la independencia de Marruecos, acontecida en 1956. En la actualidad la presencia de residentes españoles es casi nula, pues su mayor parte se trasladó a la localidad próxima de Melilla.

## Economía
La población de la ciudad podría llegar a duplicarse al acercarse el verano, ya que llegan los emigrantes rifeños de países europeos como Bélgica, Países Bajos, Alemania, España y Francia. A su vez, Nador se ha convertido en la segunda plaza financiera del país.
Su población se dedica fundamentalmente al comercio, interior y exterior, el contrabando entre España y Marruecos, la agricultura, la pesca y a una incipiente industria (Zeluán), que crece poco a poco pero con paso firme. 

## Infraestructura
Las inversiones recientes están dotando a Nador y su provincia de infraestructuras para continuar su desarrollo. Tiene un buen aeropuerto (Nador-Aaruit), con vuelos nacionales e internacionales, puerto comercial (Beni Ansar), está en construcción avanzada la carretera costera Uchda-Tánger (en funcionamiento desde Saidía, Nador, Alhucemas hasta Jebba) y la conexión con Zeluán, la Ciudad Autónoma de Melilla (España) y el puerto de Beni Ensar está desdoblada con dos carriles en ambos sentidos. En julio de 2009 se comenzó la construcción del Atalayon Golf, complejo turístico y residencial con un campo de golf en la península del Atalayón en la Mar Chica.
Igualmente en julio de 2009 se inauguró la línea ferroviaria que enlaza con el resto del país. En enseñanza existe una amplia red de centros públicos y privados, entre ellos un Instituto de Enseñanza Primaria y Secundaria del Estado español (Instituto Lope de Vega) y ya ha empezado a funcionar la Universidad de Zeluán.

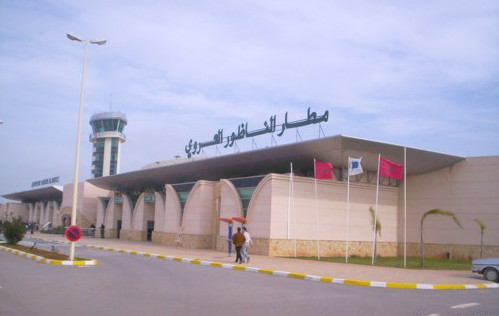
Aeropuerto Internacional de Nador
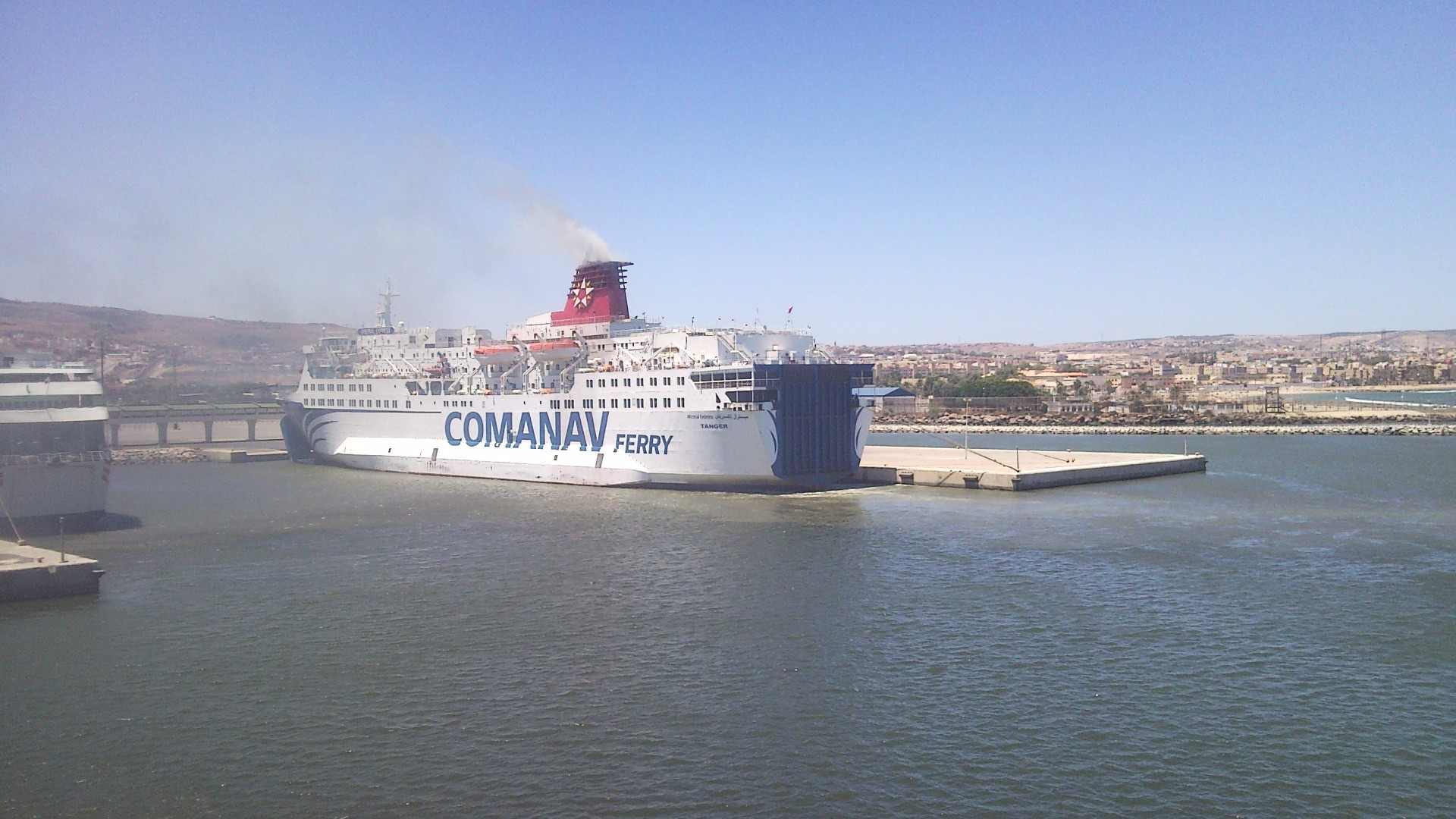
Puerto de Nador
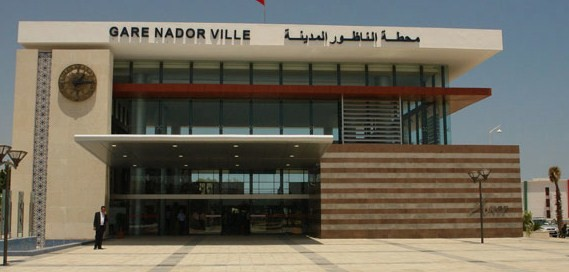
Estación de tren de Nador
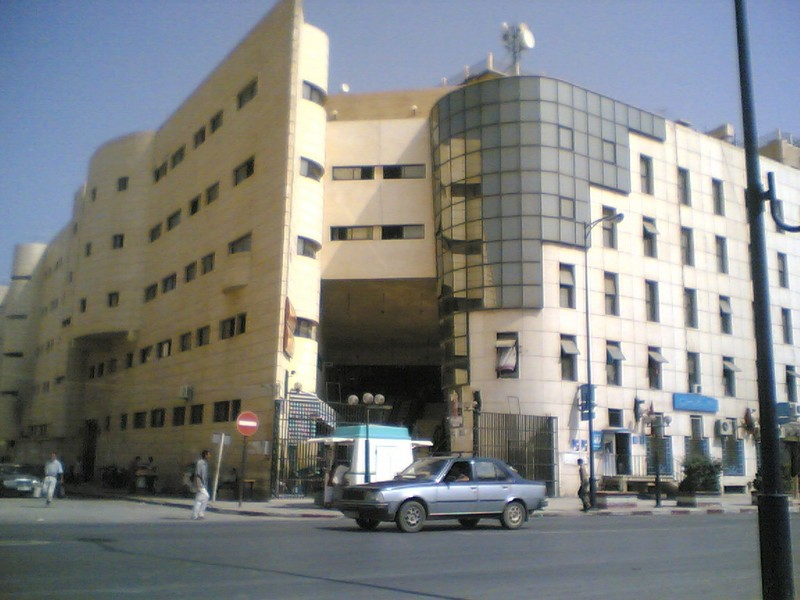
Centro de Nador
Hotel Mercure en la costa de Nador
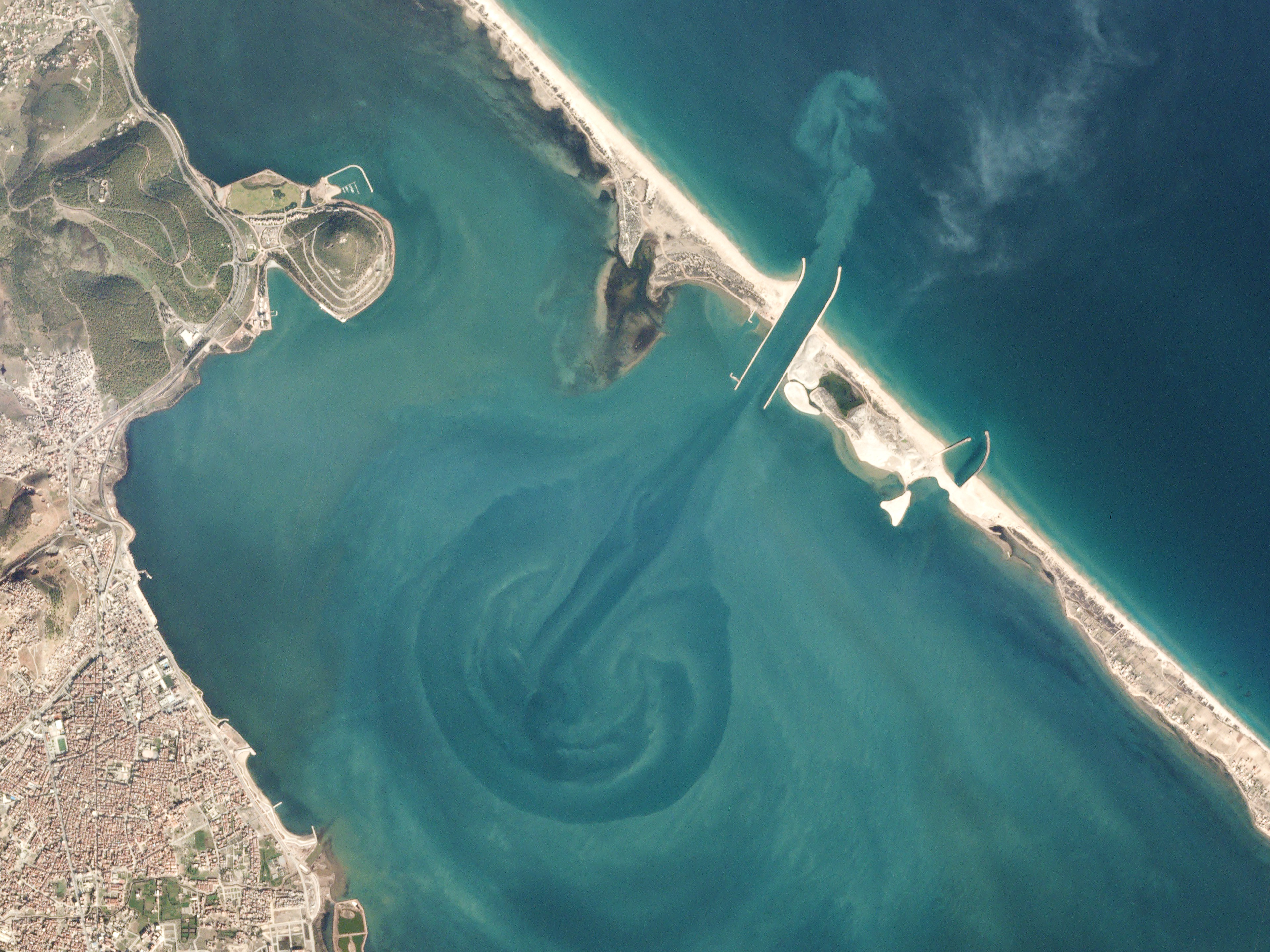
Ciudad de Nador y Mar Chica